# Galeria Rosenheim
Die Galeria Rosenheim ist ein Warenhaus im Zentrum von Rosenheim.

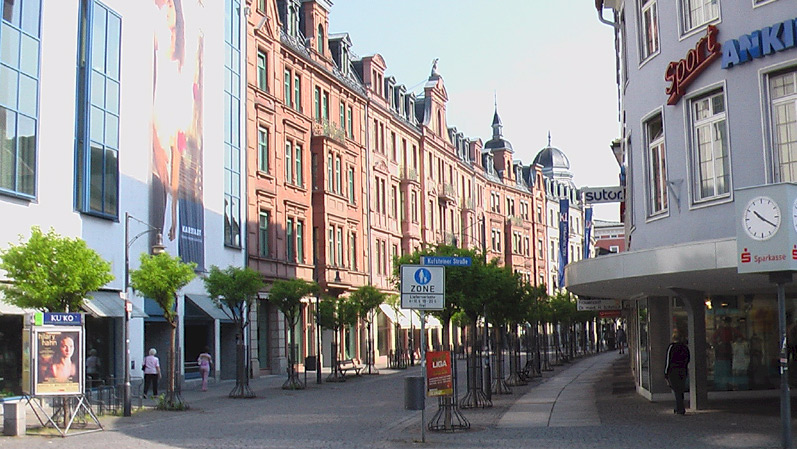
Fußgängerzone mit Gillitzerblock und Galeria Rosenheim links

## Geschichte
Seit 1970 befand sich das Rosenheimer Kaufhaus von Karstadt an der Ecke Münchener Straße/Gillitzerstraße. Das moderne Gebäude galt mit seiner Waschbetonfassade als das wohl umstrittenste Bauwerk der Stadtgeschichte. Ursprünglich stand an dieser Stelle das Kaufhaus Oberpollinger, vorher Wilhelm.
Bereits 1973 plante Karstadt eine Erweiterung der Verkaufsfläche und erwarb in den folgenden Jahren weitere Gebäude des ehemaligen Gillitzer-Blocks an der Münchener Straße und der Gillitzerstraße. Betriebsinterne Gründe, planerische Aspekte und die Denkmaleigenschaft der Gillitzer-Häuser verzögerten jedoch immer wieder den Baubeginn.
Die Erweiterungspläne wurden 1993 konkretisiert und am 19. Juli 1994 begannen die Bauarbeiten. Das instabile Erdreich und der hohe Grundwasserstand führten zu Verzögerungen beim Bau, der als „Deutschlands komplizierteste Tiefbaustelle“ bekannt wurde. Die Baumaßnahme umfasste Neubauten an der Münchener Straße und Gillitzerstraße, wobei die denkmalgeschützten Gründerzeitfassaden Münchener Straße 6 und 8 erhalten blieben und restauriert wurden.
Karstadt investierte rund 126 Millionen Mark in die Erweiterung des Rosenheimer Hauses. Am 9. Juli 1997 eröffnete die Karstadt AG ihr neues Warenhaus. Auf einer verdreifachten Verkaufsfläche von über 15.000 Quadratmetern wurden rund 200.000 verschiedene Artikel angeboten. Das Kaufhaus präsentierte sich mit neuen Produkten, Präsentationen und einem Kundenleitsystem für Übersichtlichkeit, zudem Abteilungen wie „Karstadt Gourmet“ und einer im Stil einer englischen Bibliothek gestalteten Bücher- und Schreibwarenabteilung. Bei der Wiedereröffnung beschäftigte Karstadt Rosenheim 500 Mitarbeiter, und Kunden aus einem großen Einzugsgebiet gaben in den ersten zwölf Monaten über 130 Millionen Mark bei Karstadt aus.
Seit dem 25. März 2019 operierten die Einzelhandelsketten Karstadt und Galeria Kaufhof in Deutschland unter dem gemeinsamen Namen Galeria Karstadt Kaufhof. Im Jahr 2023 gab es Pläne für eine Schließung der Filiale. In Zusammenarbeit mit den Gebäudeeigentümern und der städtischen Politik konnte eine Schließung verhindert werden. Für die Innenstadt von Rosenheim ist die Galeria Filiale ein wesentlicher Anziehungspunkt. Im Frühjahr 2024 musste das Unternehmen erneut in die Insolvenz gehen. Am 27. April 2024 wurde der Erhalt der Rosenheimer Filiale bekannt gegeben.